# Yera
Yera és una localitat del municipi de Vega de Pas (Cantàbria, Espanya). L'any 2004 tenia 140 habitants. La localitat es troba a 569 metres d'altitud sobre el nivell del mar, i a 2,5 quilòmetres de la capital municipal de Vega de Pas.

## Ferrocarril
La localitat compta amb una antiga estació de ferrocarril del malmès Ferrocarril Santander-Mediterrani, que mai va arribar a funcionar i que va ser subhastat el 1924.